# اورنیاک (شهرستان تویمازینسکی، باشقیرستان)
اورنیاک (انگلیسی: Urnyak, Tuymazinsky District, Republic of Bashkortostan) یک شهرک در شهرستان تویمازینسکی استان باشقیرستان کشور روسیه است.